# Arsène Darmesteter
Arsène Darmesteter (Château-Salins, 1846 – Parigi, 1888) è stato un filologo francese di origine ebrea.
Divenne in particolare un linguista: sua fu la redazione del Dictionnaire générale de la langue française, composto di due volumi. Insegnò dal 1881 fino alla sua morte all'Università della Sorbona. Dopo la sua morte fu pubblicato Cours de grammaire historique de la langue française, costituito di due volumi e iniziato proprio da Darmesteter.